# 田麦山村
田麦山村（たむぎやまむら）は、かつて新潟県北魚沼郡に存在した村。現在の長岡市川口田麦山にあたる。

## 沿革
- 1889年（明治22年）4月1日 - 町村制施行に伴い、北魚沼郡田麦山村が村制施行し、田麦山村が成立。
- 1954年（昭和29年）3月31日 - 北魚沼郡川口村に編入され消滅。